# بريت أندرسون (لاعب دوري الرغبي)
بريت أندرسون (بالإنجليزية: Brett Anderson)‏ هو لاعب دوري الرغبي أسترالي، ولد في 8 سبتمبر 1986 في إينيسفيل في أستراليا.